# كوشينغ (مين)
كوشينغ (بالإنجليزية: Cushing, Maine)‏ هي بلدة أمريكية تقع في الولايات المتحدة في Knox County. يقدر عدد سكانها بـ 1,534 نسمة ومساحتها 67.47 كم2 وترتفع عن سطح البحر 26 متر.

## التركيبة السكانية
قام مكتب تعداد الولايات المتحدة بتحديد بيانات التركيبة السكانية لكوشينغ في تعداد الولايات المتحدة. في ما يلي، التركيبة السكانية حسب تعدادي 2000 و2010.

### تعداد عام 2000
بلغ عدد سكان كوشينغ 1,322 نسمة بحسب تعداد عام 2000، وبلغ عدد الأسر 541 أسرة وعدد العائلات 383 عائلة مقيمة في البلدة. في حين سجلت الكثافة السكانية 68.1 نسمة لكل ميل مربع (26.3/كم2). وبلغ عدد الوحدات السكنية 778 وحدة بمتوسط كثافة قدره 40.1 نسمة لكل ميل مربع (15.5/كم2).
وتوزع التركيب العرقي للبلدة بنسبة 99.47% من البيض و 0.08% من الأمريكيين ذوي الأصول الآسيوية و 0.38% من عرقين مختلطين أو أكثر.
بلغ عدد الأسر 541 أسرة كانت نسبة 28.3% منها لديها أطفال تحت سن الثامنة عشر تعيش معهم، وبلغت نسبة الأزواج القاطنين مع بعضهم البعض 59.5% من أصل المجموع الكلي للأسر، ونسبة 6.7% من الأسر كان لديها معيلات من الإناث دون وجود شريك، وكانت نسبة 29.2% من غير العائلات. تألفت نسبة 23.7% من أصل جميع الأسر من أفراد ونسبة 10.2% كانوا يعيش معهم شخص وحيد يبلغ من العمر 65 عاماً فما فوق. وبلغ متوسط حجم الأسرة المعيشية 2.82، أما متوسط حجم العائلات فبلغ 2.42.
بلغ العمر الوسطي للسكان 41 عاماً. وكانت نسبة 22.5% من القاطنين تحت سن الثامنة عشر، وكانت نسبة 7.6% بين الثامنة عشر والأربعة وعشرون عاماً، ونسبة 27.2% كانت واقعةً في الفئة العمرية ما بين الخامسة والعشرون حتى والأربعة وأربعون عاماً، ونسبة 26.2% كانت ما بين الخامسة والأربعون حتى الرابعة والستون، ونسبة 16.6% كانت ضمن فئة الخامسة والستون عاماً فما فوق. يوجد لكل 100 أنثى 100.6 ذكر، ويوجد لكل 100 أنثى في الثامنة عشر من عمرها فما فوق 103.0 ذكر.
بلغ متوسط دخل الأسرة في البلدة 40,598 دولار، أما متوسط دخل العائلة فبلغ 43,929 دولار. وكان متوسط دخل الذكور 28,553 دولار مقابل 22,455 دولار للإناث. وسجل دخل الفرد الخاص بالبلدة 20,264 دولار. وكانت نسبة 7.6% من العائلات ونسبة 12.8% من السكان تحت خط الفقر، وكان من هؤلاء نسبة 20.6% تحت سن الثامنة عشر ونسبة 5.9% في الخامسة والستين من العمر وما فوق.

### تعداد عام 2010
بلغ عدد سكان كوشينغ 1,534 نسمة بحسب تعداد عام 2010، وبلغ عدد الأسر 642 أسرة وعدد العائلات 431 عائلة مقيمة في البلدة. في حين سجلت الكثافة السكانية 79.7 نسمة لكل ميل مربع (30.8/كم2). وبلغ عدد الوحدات السكنية 926 وحدة بمتوسط كثافة قدره 48.1 لكل ميل مربع (18.6/كم2).
وتوزع التركيب العرقي للبلدة بنسبة 98.8% من البيض و 0.2% من الأمريكيين الأصليين و 0.1% من الأمريكيين ذوي الأصول الآسيوية و 0.8% من عرقين مختلطين أو أكثر.
بلغ عدد الأسر 642 أسرة كانت نسبة 29.8% منها لديها أطفال تحت سن الثامنة عشر تعيش معهم، وبلغت نسبة الأزواج القاطنين مع بعضهم البعض 53.1% من أصل المجموع الكلي للأسر، ونسبة 7.8% من الأسر كان لديها معيلات من الإناث دون وجود شريك، بينما كانت نسبة 6.2% من الأسر لديها معيلون من الذكور دون وجود شريكة وكانت نسبة 32.9% من غير العائلات. تألفت نسبة 25.9% من أصل جميع الأسر من أفراد ونسبة 9.8% كانوا يعيش معهم شخص وحيد يبلغ من العمر 65 عاماً فما فوق. وبلغ متوسط حجم الأسرة المعيشية 2.83، أما متوسط حجم العائلات فبلغ 2.38.
بلغ العمر الوسطي للسكان 44 عاماً. وكانت نسبة 22.9% من القاطنين تحت سن الثامنة عشر، وكانت نسبة 6.4% بين الثامنة عشر والأربعة وعشرون عاماً، ونسبة 22.3% كانت واقعةً في الفئة العمرية ما بين الخامسة والعشرون حتى والأربعة وأربعون عاماً، ونسبة 30.9% كانت ما بين الخامسة والأربعون حتى الرابعة والستون، ونسبة 17.5% كانت ضمن فئة الخامسة والستون عاماً فما فوق. وتوزع التركيب الجنسي للسكان بنسبة 49.2% ذكور و50.8% إناث.